# Viča (Prokuplje)
Pour les articles homonymes, voir Viča.
Viča (en serbe cyrillique : Вича) est un village de Serbie situé dans la municipalité de Prokuplje, district de Toplica. Au recensement de 2011, il comptait 65 habitants.

## Démographie
| 1948 | 1953 | 1961 | 1971 | 1981 | 1991 | 2002 | 2011 |
| ---- | ---- | ---- | ---- | ---- | ---- | ---- | ---- |
| 355  | 348  | 275  | 188  | 127  | 104  | 81   | 65   |

|  |